# Kommandør (ordensvæsen)
 For alternative betydninger, se Kommandør. (Se også artikler, som begynder med Kommandør)
Kommandør eller komtur betegner almindeligvis det midterste trin inden for en ridderorden. Det gælder især fortjenstordener med fem trin, som har Æreslegionens grader som forbillede. I Dannebrogordenen kaldes dette trin Kommandør af Dannebrog (tidligere Kommandør af 2. grad). Selve dekorationen kaldes ofte et kommandørkors.
Betegnelsen stammer fra fransk ordensvæsen, hvor Æreslegionens fem trin blev en model for mange moderne fortjenstordener:
- Storkors (grand-croix)
- Storofficer (grand-officier)
- Kommandør (commandeur)
- Officer (officier)
- Ridder (chevalier)